# Прокрастинација
Прокрастинација (лат. procrastinatus) је облик људског понашања за који је карактеристично одлагање акција, обавеза и задатака за касније, свесно знајући да то има негативне последице.
Прокрастинација је облик понашања којег одликују одлагање и одуговлачење обавеза, и то без оправданог разлога. Термин прокрастинација потиче од латинске речи procrastinatio где pro означава пред, испред и напред, а crastinatio означава нешто што припада сутрашњем дану. 
Она подразумева филозофију „што можеш данас, остави за сутра“, праћену ирационалном идејом да ће одложене обавезе сутрадан бити мање непријатне. У психологији се често помиње као механизам помоћу којег се људи носе са анксиозношћу повезаном са отпочињањем или завршавањем посла.
Може бити последица неусвојених радних навика или психолошких проблема који су довели до тога да се радне навике не усвоје. Прокрастинација је не само последица психолошких проблема већ ствара и нове проблеме: осећај анксиознности, кривице и безнађа.
Прокрастинација може довести до стреса, осећаја кривице, губитка личне продуктивности, стварања кризе и појаве негодовања других због неиспуњавања одговорности и обавеза. Док је прокрастинација у одређеној мери сасвим уобичајена, она постаје проблем ако угрожава нормално функционисање индивидуе.
Хронична прокрастинација може бити знак психичког или физиолошког поремећаја. Она може довести и до клиничке депресије.

## Различите дефиниције прокрастинације
Прву историјску анализу овог термина написао је Милграм. Милграм тврди да термин прокрастинација припада модерним друштвима, која имају високо развијену технологију и где су временски распоред и поштовање временских рокова од кључног значаја. Из времена индустријске револуције потиче позната изрека Филипа Станхопа : “Без доконости, лењости и одлагања; никад не остављај за сутра оно што можеш данас да урадиш”(Ферари, Џонсон, Мекковен, 1995).
Вилијам Кнаус у књизи "End procrastination now" дефинише прокрастинацију као понашање које означава одлагање акције или неке радње. Вилијам Кнаус такође наводи своју дефиницију прокрастинације. По овом аутору прокрастинација је аутоматска навика одлагања важне активности која је предвиђена да се уради за неки одређени временски рок, за неки други тренутак или време (Кнаус, 2010). Ово стање, које је уобичајено за сваког човека, укључује негативну перцепцију о антиципираној активности, антиципирана активност се одлаже и уместо ње се ради нешто мање важно, и увек је праћена размишљањем: „Урадићу ово касније, када будем био спреман“.  Према Вилијаму Кнаусу ово није само једноставан чин одлагања неке активности, већ је процес који се састоји од евалуације и перцепције саме активности која треба да се обави, има емоционалну компоненту која се огледа у осећању моменталног олакшања и бихејвиорални аспект који се састоји од приступања некој мање важној активности. У контексту емоционалног аспекта прокрастинације корисно је навести и дефиницију Тицеа и Баумајстера коју аутори дефинишу као самопоражавајући неадаптивни образац понашања који је означен краткотрајном личном добробити, али и значајним дугорочним губицима (Јурић, 2004). Винди Драјден сматра да је узрок прокрастинације страх од неуспеха, страх од критике и анксиозност поводом нелагодности везане за задатак или активност и пасивна агресија (Кнаус,2010).

## Последице прокрастинације
Прокрастинација је процес који има последице. Могуће последице које појединцу може узроковати склоност ка одлагању обавеза видљива је на бројне начине у школама, факултету и на послу. Унутрашње последице обухватају само-иритацију, жаљење, очајавање и само-окривљавање, док спољне последице могу значајно ослабити академски и радни напредак, узроковати изгубљене прилике или нарушити међуљудске односе.

## Врсте прокрастинације
Према Вилијаму Кнаусу постоје три универзална оправдања која људи користе када желе да одложе неку активност. Први је маñана (на шпанском сутра) на српском познатије као “сутра ћу”. Други је "contingency маñана" (условна “сутра ћу” замка). Уместо да се особа бави примарним проблемом бави се неким другим проблемом који је ипак повезан са примарним (нпр. “Почећу са дијетом сутра, али прво морам да се обавестим и информишем о томе детаљно”). Треће оправдање је назвао квака 22, ситуација је нерешива, зато је безизлазна и бесмислено је упуштати се уопште у ту активност. Свако од ових оправдања има заједничко својство, а то је одлука да се активност или одложи или да се и не започиње јер је немогуће. Оваква оправдања доносе само тренутно олакшање (Кнаус, 1983). Исти аутор сматра да се прокрастинација може поделити на четири типа или врсте:
1. Прокрастинација одржавања (одлажу се свакодневне обавезе и активности попут плаћања рачуна)
2. Прокрастинација развоја (одлагање бављења садржајима који су везани за лични развој и усавршавање)
3. Хронична прокрастинација
4. Повремена прокрастинација

## Психологија, неурологија и прокрастинација
У одређеној мери је нормално одлагати и може се сматрати корисним начином бирања приоритетних задатака, због ниже тенденције одлагања на заиста важним задацима (за већину људи).  Са друге стране, превише прокрастинације може постати проблем и омета нормално функционисање. Кад се то догоди, откривено је да одлагање проузрокује здравствене проблеме, стрес, анксиозност, осећај кривице и кризу, као и губитак личне продуктивности и друштвено неодобравање због неиспуњавања одговорности или обавеза. Заједно ова осећања могу промовисати даље одлагање и код неких појединаца одуговлачење постаје хронично. Особе које су склоне одлагању обавеза не траже подршку, због самог одлагања, али и социјалне стигме и уверења да је аверзија према извршењу задатака изазвана лењошћу, недостатком снаге воље или слабом амбицијом. У неким случајевима склоност ка одлагању може бити знак неког основног психолошког поремећаја, али не нужно.
Истраживања физиолошких корена прокрастинације бавила су се улогом префронталног кортекса, подручја мозга која је одговорно за извршне мождане функције као што су контрола импулса, пажња и планирање. То је у складу са идејом да је одлагање снажно повезано са таквим функцијама или недостатком истих. Префронтални кортекс такође делује као филтер, смањујући дистрактивне подражаје из других регија мозга. Оштећења или слаба активација у овој области могу умањити нечију способност да спрече диверзије, што резултира лошијом организацијом, губитком пажње и повећањем одлагања. То је слично улози префронталног режња у АДХД-у, где је он обично недовољно активиран.
Године 2014. у америчкој студији која је истраживала одлагање и импулсивност код идентичних парова близанаца, обе особине су пронађене као "умерено наслеђене". Две особине нису биле раздвојиве на генетском нивоу (р-генетски = 1,0), што значи да нису пронађени јединствени генетски утицаји ни једне особине. Аутори су потврдили три конструкта развијена из еволуционе хипотезе да је одлагање настало као нуспроизвод импулсивности: „(а) Прокрастинација је наследна, (б) две особине деле значајну генетску варијацију, и (ц) способност управљања циљевима је важна компонента ове заједничке варијације. "